# José Herrada
José Herrada López (Mota del Cuervo, Cuenca, España, 1 de octubre de 1985) es un ciclista español que fue profesional entre 2006 y 2023.
Debutó como profesional en 2006 con el equipo Viña Magna-Cropu y se retiró en 2023 cuando pertenecía al Cofidis. Su hermano Jesús es también ciclista profesional.

## Palmarés
2007
- 1 etapa del Tour del Porvenir

2010
- 1 etapa de la Vuelta a Portugal
- Cinturó de l'Empordá, más 1 etapa

2015
- Klasika Primavera[3]

## Resultados en Grandes Vueltas y Campeonatos del Mundo
| Carrera         | Carrera         | 2006 | 2007 | 2008 | 2009 | 2010 | 2011 | 2012 | 2013 | 2014 | 2015 | 2016 | 2017 | 2018 | 2019 | 2020 | 2021 | 2022 | 2023  |
| --------------- | --------------- | ---- | ---- | ---- | ---- | ---- | ---- | ---- | ---- | ---- | ---- | ---- | ---- | ---- | ---- | ---- | ---- | ---- | ----- |
|                 | Giro de Italia  | —    | —    | —    | —    | —    | —    | 44.º | 24.º | 23.º | —    | 62.º | 61.º | —    | —    | —    | ―    | —    | —     |
|                 | Tour de Francia | —    | —    | —    | —    | —    | —    | —    | —    | —    | 65.º | —    | —    | —    | —    | —    | —    | —    | ―     |
|                 | Vuelta a España | —    | —    | —    | —    | —    | —    | —    | 12.º | 32.º | —    | 91.º | —    | 57.º | 75.º | 26.º | 57.º | Ab.  | 132.º |
| Mundial en Ruta | Mundial en Ruta | —    | —    | —    | —    | —    | —    | —    | Ab.  | —    | —    | —    | —    | —    | —    | ―    | —    | —    | —     |

—: no participa
Ab.: abandono

## Equipos
- Viña Magna-Cropu (2006-2007)
- Contentpolis (2008-2009)
  - Contentpolis-Murcia (2008)
  - Contentpolis-AMPO (2009)
- Caja Rural (2010-2011)
- Movistar Team (2012-2017)
- Cofidis (2018-2023)
  - Cofidis, Solutions Crédits (2018-2019)
  - Cofidis (2020-2023)